# Lijst van sceptische podcasts
Dit is een lijst van podcasts die wetenschappelijk scepticisme promoten of bedrijven.
| Podcast                             | Host(s) | Gestart           | Taal       | Affiliatie                                          |
| ----------------------------------- | --- | ----------------- | ---------- | --------------------------------------------------- |
| Be Reasonable                       | Michael Marshall, Hayley M. Stevens                                                                           | 28 januari 2013   | Engels     | Merseyside Skeptics Society                         |
| Caustic Soda                        | Toren Atkinson, Kevin Leeson, Joe Fulgham                                                                     | 29 maart 2010     | Engels     | Onafhankelijk                                       |
| Cognitive Dissonance                | Cecil, Tom | 13 april 2011     | Engels     | Onafhankelijk                                       |
| Dr Karl's Great Moments in Science  | Karl Kruszelnicki                                                                                             |                   | Engels     | Australian Broadcasting Corporation, ABC Science    |
| For Good Reason                     | D. J. Grothe                                                                                                  | 23 januari 2010   | Engels     | James Randi Educational Foundation                  |
| Geologic Podcast                    | George Hrab                                                                                                   | 23 januari 2007   | Engels     | Onafhankelijk                                       |
| Hoaxilla                            | Alexander Waschkau, Alexa Waschkau                                                                            | 18 mei 2010       | Duits      | Onafhankelijk                                       |
| Hunting Humbug 101                  | Theo Clark | 27 mei 2014       | Engels     | Humbug! the eBook                                   |
| InKredulous                         | Andy Wilson                                                                                                   | 8 februari 2010   | Engels     | Merseyside Skeptics Society                         |
| Kritisch Denken                     | Jozef van Giel                                                                                                | 18 februari 2009  | Nederlands | Onafhankelijk                                       |
| L’esploratore dell’insolito         | Massimo Polidoro                                                                                              | 3 juli 2014       | Italiaans  | Onafhankelijk                                       |
| Little Atoms                        | Neil Denny, Padraig Reidy, Richard Sanderson, Becky Hogge                                                     | 21 juli 2006      | Engels     | The Skeptic tot 2011, nu onafhankelijk              |
| Meet the Skeptics                   | Christopher Brown                                                                                             | 13 september 2010 | Engels     | Onafhankelijk                                       |
| MonsterTalk                         | Blake Smith, Ben Radford en Karen Stollznow                                                                   | 2 juli 2009       | Engels     | The Skeptics Society's Skeptic magazine             |
| Ockham's Razor                      | Robyn Williams                                                                                                |                   | Engels     | Australian Broadcasting Corporation, Radio National |
| Oh No, Ross and Carrie!             | Ross Blocher, Carrie Poppy                                                                                    | 10 maart 2011     | Engels     | Onafhankelijk                                       |
| Podcast Science                     | Alan, David, Julie, Nico, Robin, Jeanne, Marco and Mathieu                                                    | 1 september 2010  | Frans      | Onafhankelijk                                       |
| Point of Inquiry                    | D. J. Grothe, Chris Mooney, Robert M. Price, Karen Stollznow, Indre Viskontas, Lindsay Beyerstein, Josh Zepps | 11 december 2005  | Engels     | Center for Inquiry                                  |
| Quackcast                           | Mark Crislip                                                                                                  | 5 mei 2006        | Engels     | Onafhankelijk                                       |
| Rationally Speaking                 | Massimo Pigliucci, Julia Galef                                                                                | 1 februari 2010   | Engels     | New York City Skeptics                              |
| Saltklypa                           | Gunnar Tjomlid, Marit Simonsen, Kristin Carlsson                                                              | 11 oktober 2010   | Noors      | Skepsis Norge                                       |
| Sceptici în România                 | Eddy Petrisor, Miruna Chelbea, Ovidiu Covaciu                                                                 | 10 oktober 2010   | Roemeens   | Onafhankelijk                                       |
| Scepticisme Scientifique            | Jean-Michel Abrassart                                                                                         | 1 oktober 2012    | Frans      | Onafhankelijk                                       |
| Science for the People              | Desiree Schell                                                                                                | 20 maart 2009     | Engels     | Onafhankelijk                                       |
| The Skeprechauns                    | Rebecca O'Neill, Finn                                                                                         | 3 oktober 2012    | Engels     | Dublin Skeptics                                     |
| Skepticality                        | Derek Colanduno, "Swoopy" Robynn McCarthy                                                                     | 1 april 2005      | Engels     | The Skeptics Society's Skeptic                      |
| Skeptically Challenged              | Ross Balch | 2 juni 2013       | Engels     | Onafhankelijk                                       |
| Skeptically Yours                   | Emery Emery, Heather Henderson                                                                                | 29 juli 2012      | Engels     | Onafhankelijk                                       |
| Skepticism Today                    | Dell Mitchell, Mark Honeychurch, Simon McAuliffe, Tim Atkin                                                   | 27 mei 2014       | Engels     | NZ Skeptics                                         |
| Skeptics with a K                   | Mike Hall, Michael Marshall, Alice Howarth, Colin Harris                                                      | 1 september 2009  | Engels     | Merseyside Skeptics Society                         |
| Skepticule                          | Paul S. Jenkins, Paul Thompson, Paul Orton                                                                    | september 2009    | Engels     | Onafhankelijk                                       |
| Скептик (Skeptik)                   | Kirill Alferov                                                                                                | 6 juni 2013       | Russisch   | Obscestvo skeptikov                                 |
| Skeptikerpodden                     | Peter Dahlgren                                                                                                | 29 maart 2010     | Zweeds     | Onafhankelijk                                       |
| SkeptisCH                           | Marko Kovic, Tobias Füchslin                                                                                  | 5 augustus 2012   | Duits      | Skeptiker Schweiz                                   |
| Skeptoid                            | Brian Dunning                                                                                                 | 3 oktober 2006    | Engels     | Onafhankelijk                                       |
| The Pod Delusion                    | James O'Malley                                                                                                | 18 september 2009 | Engels     | British Humanist Association                        |
| The Pseudoscientists                | Jack Scanlan, Rachael Skerritt, Sarah McBride, Tom Lang, Belinda Nicholson                                    | 23 december 2008  | Engels     | Young Australian Skeptics                           |
| The Reality Check                   | Darren McKee, Adam Gardner, Elan Dubrofsky, Pat Roach                                                         | 14 augustus 2008  | Engels     | Ottawa Skeptics                                     |
| The Skeptic Zone                    | Richard Saunders                                                                                              | 26 september 2008 | Engels     | Onafhankelijk                                       |
| The Skeptics' Guide to the Universe | Steven Novella, Rebecca Watson, Jay Novella, Robert Novella, Evan Bernstein                                   | 4 mei 2005        | Engels     | New England Skeptical Society                       |
| Token Skeptic                       | Kylie Sturgess                                                                                                | 25 december 2009  | Engels     | Onafhankelijk                                       |
| Unfiltered Thoughts                 | Jack Scanlan                                                                                                  | 26 september 2013 | Engels     | Young Australian Skeptics                           |
| Virtual Skeptics                    | Brian Gregory, Bob Blaskiewicz, Tim Farley, Sharon A. Hill, Eve Siebert                                       | 15 augustus 2012  | Engels     | Onafhankelijk                                       |
| VoFcast                             | Joacim Jonsson                                                                                                | 6 april 2011      | Zweeds     | Vetenskap och Folkbildning                          |